# Kapiköy
Kapiköy (kurd. Heretêl) – miejscowość we wschodniej Turcji, w prowincji Wan. W 2000 roku liczyła 617 mieszkańców i jest najwyżej położoną miejscowością w kraju.